# Sultanbeyli

Sultanbeyli este un oraș din Turcia.